# Haast Pass / Tioripatea
Prelaz Haast Pass / Tioripatea je gorski prelaz v Južnih Alpah Južnega otoka Nove Zelandije. Maori so prehod uporabljali v predevropskih časih.
Prelaz je dobil ime po Juliusu von Haastu, raziskovalcu iz 19. stoletja, ki je bil tudi provincialni geolog za provinčno vlado Canterbury. Po sprejetju zakona Ngāi Tahu Claims Settlement Act iz leta 1998 je bilo ime prelaza uradno spremenjeno v Haast Pass / Tioripatea. Prelaz leži v mejah narodnega parka Mount Aspiring in je del meje med regijama Otago in Zahodna obala.
Prelaz Haast je eden od treh prelazov, kjer cesta prečka Južne Alpe – poleg prelaza Lewis in Arthur's Pass, čeprav predor Homer poteka pod glavno razvosnico. Prelaz Haast se dviga do višine 562 metrov  nad morsko gladino na sedlu med dolinama rek Haast in Makarora. Kot tak je najnižji izmed prelazov, ki prečkajo Južne Alpe.
Pot preko prelaza Haast (zdaj državna cesta 6) je bila spremenjena iz grobe steze v oblikovano cesto, ki je leta 1960 dosegla mesto Haast, vendar je bila s preostalo zahodno obalo povezana šele leta 1965.
Na cesti Haast Pass med Haastom in Makaroro ni naselij. Cesta poteka skozi pretežno nespremenjen bukov gozd. Državna cesta 6 med okrožjem Haast in vrhom prelaza sledi poteku reke Haast in omogoča dostop in razgledne točke za več pomembnih slapov, vključno (od zahoda proti vzhodu): Roaring Billy Falls, Thunder Creek Falls in Fantail Falls.

## Zgodovina
Ngāi Tahu so uporabili prelaz za prehod od jezera Wānaka na zahodno obalo. V času evropskega raziskovanja je bil znan po tem, da ga je leta 1835 uporabila vojna skupina, ki jo je vodil Te Pūoho-o-te-rangi; presenetljivo prečkanje je omogočilo Te Pūoho zasedo v sezonskih vaseh v dolini Makarora.
Evropejci so prvič izvedeli za prelaz, ko je Huruhuru leta 1844 narisal zemljevid za raziskovalca Edwarda Shortlanda. Prvi evropski vzpon je bil s strani Wānaka marca 1861, ko je raziskovalec John Holland Baker, ki je iskal novo deželo ovac, pogledal navzdol s sedla. proti zahodni obali. Charles Cameron, iskalec zlata, je trdil, da je prvi prečkal na obalo leta 1863. Vendar je bilo splošno prepričanje, da je prišel le do zgornjega toka reke Haast / Awarua. Čast prvega uradnega prečkanja si je prislužil Julius Haast, canterburyjski provincialni geolog, ki je januarja 1863 vodil petčlansko ekspedicijo. Reko Haast je poimenoval po sebi, »tako je rekel, da ga je vodil njegov provincialni nadzornik« in se vrnil do jezera Wānaka »skoraj brez čevljev« po šestih tednih.
Do leta 1880 je bila čez prelaz urejena dobra pot za tovorne konje, vendar so se dela za oblikovanje ceste čez prelaz začela šele leta 1929, ko so se začela dela na jezeru Hãwea. Nadaljnja faza se je začela z vzhoda pri Makarori leta 1936 in se nadaljevala do Haastovih vrat, vendar je bila nato za nekaj let ustavljena zaradi preusmeritve virov v drugo svetovno vojno. Nadaljnja dela na zahodni strani Haastovih vrat so se znova začela šele leta 1946. Napredek je bil počasen in do leta 1955 je bilo treba na zahodni strani soteske oblikovati še 10 milj ceste.
Cesta Haast Pass med Otagom in južnim Westlandom je bila uradno odprta novembra 1960, vendar je bilo napovedano, da bo v novem letu potrebna popolna zapora ceste, da bi zamenjali obstoječi začasni most Bailey pri Gates of Haast s trajno konstrukcijo. Septembra 1961 je bil po treh mesecih popolnega zaprtja ceste odprt nov most Callender-Hamilton. V tem obdobju je bilo treba zaloge za okrožje Haast, običajno dostavljene po cesti iz Cromwella v Otagu, ročno prenašati po brvi čez reko od enega tovornjaka na strani Otaga do drugega tovornjaka na strani zahodne obale.
Uradna otvoritev celotne ceste Haast je bila 6. novembra 1965, po zaključku zadnjih 50 kilometrov odseka med Haastom in Paringo. Vendar pa je bila površina iz asfalta na celotni trasi dokončana šele leta 1995.
V zgodnjem 20. stoletju je lokalni poslanec Tom Seddon predlagal železnico od zahodne obale skozi prelaz do Otaga; povezala bi podružnico Ross z osrednjo železnico Otago, ki se je nato končala v Omakau. Vendar linija ni bila nikoli uresničena; osrednja železnica Otago se je končala v Cromwellu, južno od Rossa pa ni bila zgrajena nobena železnica, le rahlo položena tramvajska proga, ki je služila sečnji v bližini jezera Ianthe.

## Galerija
- Slap Thunder Creek
- Gates of Haast
- reka Haast